# Alain Lancry
Pour les articles homonymes, voir Lancry.
 (octobre 2014).
Alain Lancry, né en 1949,  est un psychologue français, professeur émérite de psychologie du travail et d’ergonomie à l'Université de Picardie.

## Biographie
En 2004, Alain Lancry est responsable du Laboratoire ECCHAT (efficience cognitive dans les conduites humaines d'apprentissage et de travail) de l'Université de Picardie.
Il a présidé le comité scientifique du 11e congrès de Psychologie du Travail et des Organisations (AIPTLF - Rouen 2000) sur le thème : « Les dimensions individuelles et sociales dans les mutations du travail ». Ce congrès était consacré aux rapports que la personne entretient avec son organisation de travail.
Ses thèmes de recherches sont le rapport au temps de travail (chronoergonomie, temps de travail atypiques, urgence dans le travail), la santé au travail (stress, risques psychosociaux) et le rapport entre domaines de vie.

## Ouvrages
comme auteur
- avec Claire Beugnet-Lambert, Pierre Leconte, Chronopsychologie : rythmes et activités humaines, Villeneuve d'Ascq, Presses universitaires de Lille, 1988, 342 p. (visualiser dans Gallica)
- Mémoire et vigilance : approche chronopsychologique différentielle, sous microfiches, Lille 3, 1988
- L'ergonomie, Presses universitaires de France, coll. Que sais-je?, Paris, 2009, 2016 (2e éd. mise à jour), 127 p.

comme directeur de publication
- avec Éric Brangier, Claude Louche, Les dimensions humaines du travail : Théories et pratiques en psychologie du travail et des organisations, Nancy, Presses universitaires de Nancy, 2004, 649 p. (lire en ligne) (présentation de l'ouvrage, par Régis Verquerre, L'orientation scolaire et professionnelle)
- avec Éric Brangier, Claude Louche, Traité de Psychologie du travail , Presses universitaires de Nancy, 2003
- avec Claude Lemoine, La personne et ses rapports au travail, Éditions L'Harmattan, 2004
- avec Claude Lemoine,Les transformations du travail : Méthodes et pratiques, Éditions L'Harmattan, 2004
- avec Claude Lemoine,Compétences, carrières, évolutions au travail, Éditions L'Harmattan, 2004

## Articles
- Laure Guilbert et Alain Lancry, « Temps de vie des cadres et nouvelles technologies », Le Journal des Psychologues,  no 221, octobre 2004
- Laure Guilbert et Alain Lancry, « Les activités, temps et lieux de vie des cadres. Un système de déterminants individuels, contextuels et technologiques », Activités, nos 2-2,‎ octobre 2005 (lire en ligne)